# Rue Lagrange
Pour les articles homonymes, voir Lagrange.
La rue Lagrange est une voie située dans le quartier de la Sorbonne du 5e arrondissement de Paris.

## Situation et accès
La rue Lagrange est desservie par la ligne 10 à la station Maubert - Mutualité.

## Origine du nom

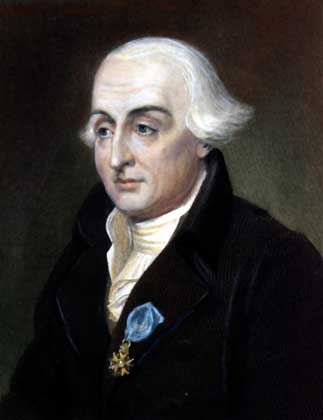
Joseph-Louis Lagrange.

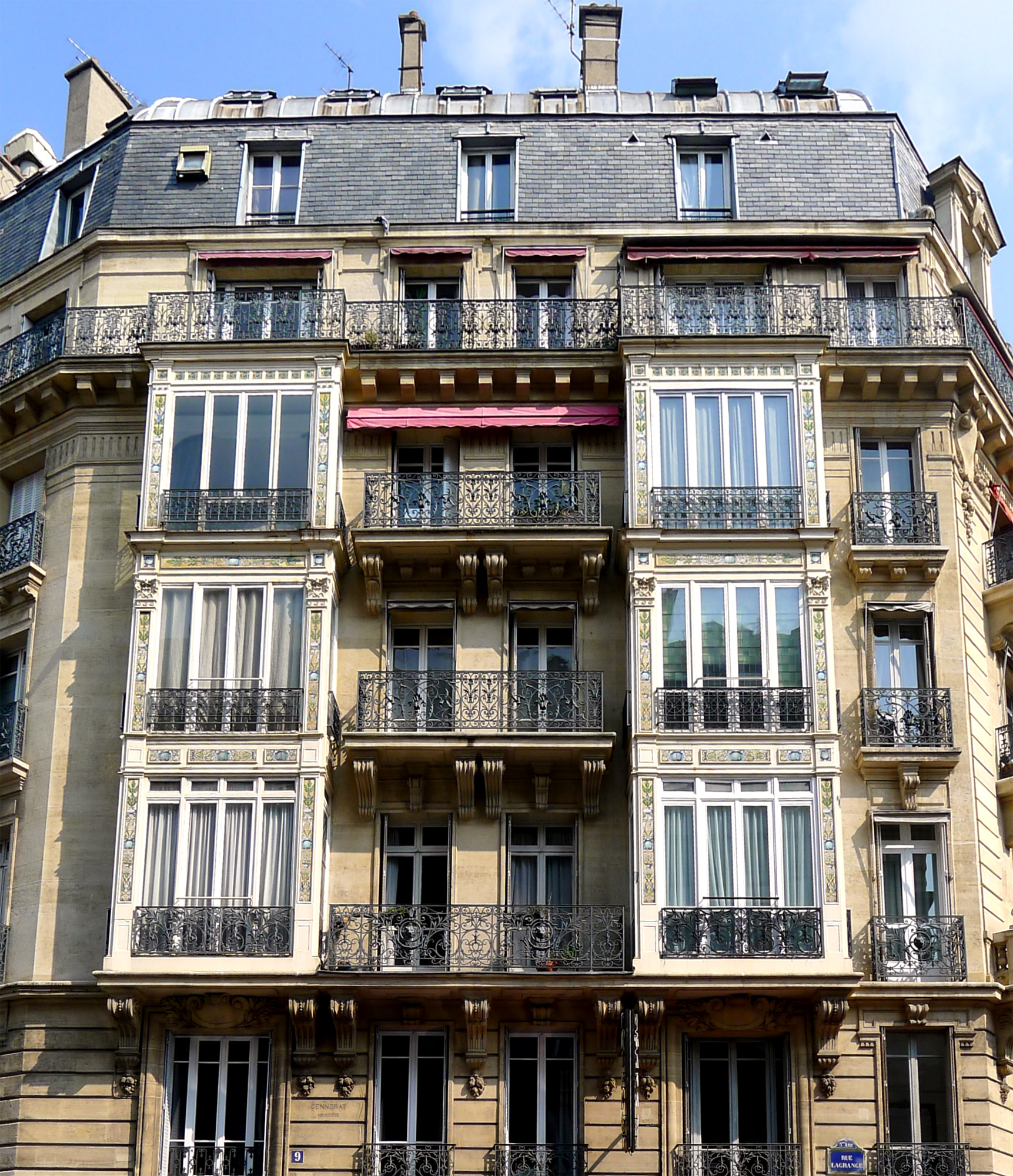
Le no 9, avec ses bow-windows.

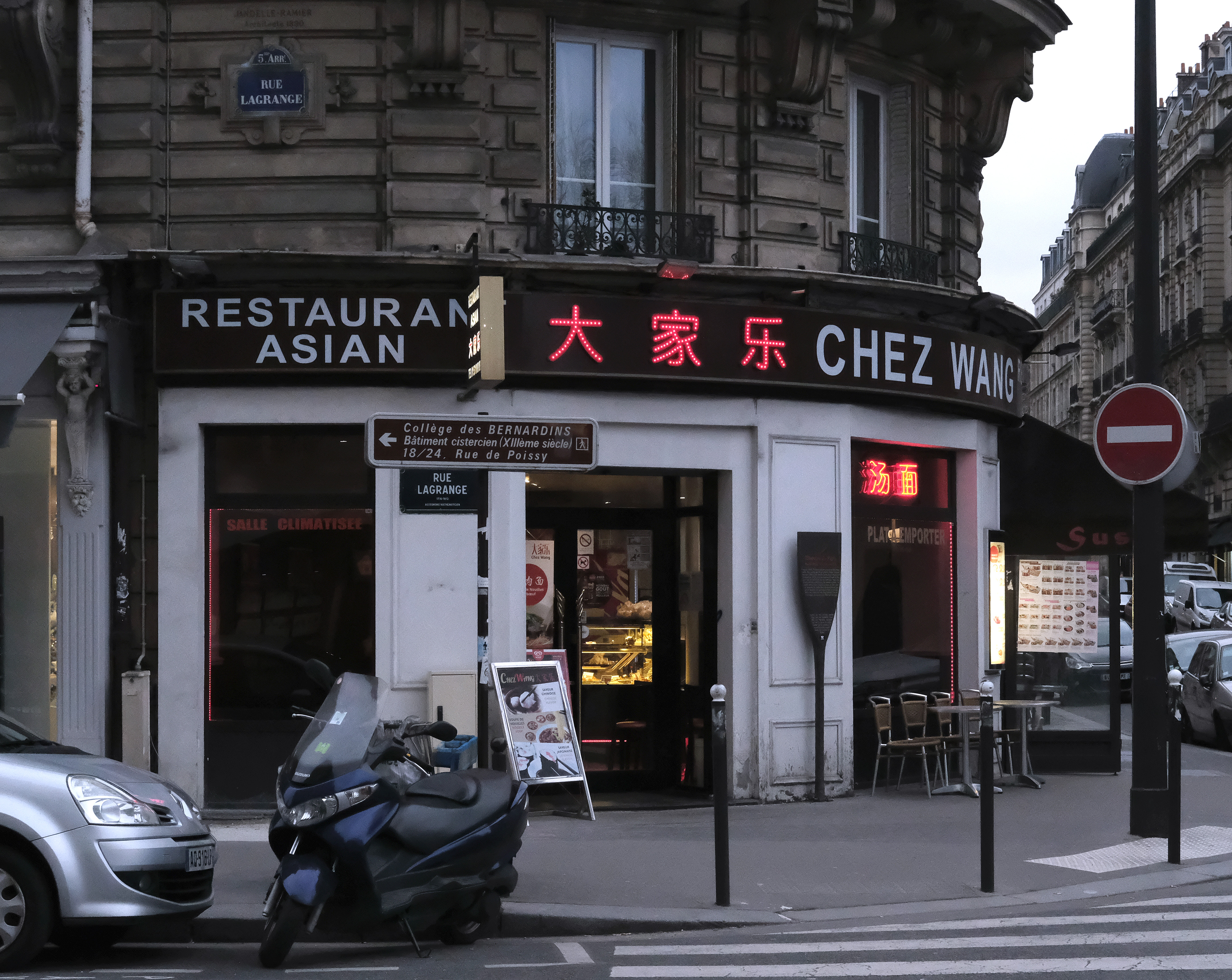
Panneau histoire de Paris.

Elle porte le nom du mathématicien français Joseph-Louis Lagrange (1736-1813) depuis 1890.

## Historique
La rue est créée en 1887 pour prolonger la rue Monge jusqu'au quai de Montebello. Le percement de cette rue entraîne la disparition des rues des Lavandières-Place-Maubert et Jacinthe, ainsi que de la partie de la rue de la Bûcherie située entre la rue du Fouarre et la rue Saint-Julien-le-Pauvre. 
La rue du Fouarre et une partie de la rue Galande sont redressées et élargies. L'axe ainsi formé prend le nom de « rue Lagrange ».
Le 13 avril 1918, durant la Première Guerre mondiale, un obus lancé par la Grosse Bertha explose au no 10 rue Lagrange.

## Bâtiments remarquables et lieux de mémoire
- No  9 : un des premiers immeubles parisiens avec bow-windows (décret du 22 juillet 1882).
- No  10 : à ce niveau, au croisement avec la rue du Fouarre, est installé un panneau Histoire de Paris en hommage à l'écrivain italien Dante. Il indique que « de passage à Paris, il célèbre dans ses écrits le "vico degli strami" (rue du fourrage) ; la rue tire en effet son nom des bottes de foin utilisées comme siège par les étudiants ». À noter que la rue Dante se trouve à proximité.
- No  12 : René Goscinny et sa famille s'y établissent en 1912, son grand-père maternel, Lazare Abraham Beresniak, y tenant une imprimerie à son nom.
- No 14 : « maison à loyer » (Paul Wallon architecte)[4]
- No  15 : ici résida le compositeur Maurice Ravel (1875-1937) d'août 1896 à 1898 avec sa famille (ses parents et son frère cadet) ; à l'initiative du syndic de copropriété, une plaque commémorative a été apposée sur la façade de l'immeuble en 2022[5].
- No 17 : « maison à loyer » (Victor Rich architecte)[6]. Le philosophe Jacques Derrida y loua une chambre en 1951 alors qu'il préparait le concours de l'École normale supérieure.
Ici habitait aussi l'écrivain Marc Lambron au début des années 2000[7].